# Ken Sema
Kenneth Nlata Sema (født 30. september 1993) er en svensk professionel fodboldspiller, som spiller for EFL Championship-klubben Watford og Sveriges landshold.

## Klubkarriere

### Tidlige karriere
Sema begyndte sin karriere hos IFK Norrköping, og blev rykket op på førsteholdet i 2013. Han fik dog aldrig en kamp for klubben, da han blev udlejet til IF Sylvia i 2013 sæsonen. Han fik herefter ikke sin kontrakt med Norrköping fornyet, og han forlod klubben ved sæsonens udgang.
Sema skiftede i 2014 til Ljungskile SK, og han tilbragte to sæsoner med klubben.

### Östersunds FK
Sema skiftede i januar 2016 til Östersunds FK.

### Watford
Sema skiftede i juli 2018 til Watford.

#### Leje til Udinese
Sema blev i 2019-20 sæsonen udlejet til Watfords søsterklub Udinese.

## Landsholdskarriere

### Olympiske landshold
Sema var del af Sveriges trup til sommer-OL 2016.

### Seniorlandshold
Sema debuterede for Sveriges landshold den 12. januar 2017.

## Privat
Sema er født i Sverige til forældre fra den Demokratiske Republic Congo. Hans storebror Maic Sema er også fodboldspiller.

## Titler
Östersunds FK
- Svenska Cupen: 1 (2016-17)